# (Keep Feeling) Fascination
(Keep Feeling) Fascination – singel brytyjskiej grupy The Human League wydany w roku 1983.
Utwór napisali Jo Callis i Philip Oakey. Teledysk nakręcono w dzielnicy Newham we wschodniej części Londynu. Singel dotarł do 2. miejsca na brytyjskiej liście przebojów UK Singles Chart.
W 2002 roku piosenka została wykorzystana w grze komputerowej Grand Theft Auto: Vice City.